# Мауританија на Светском првенству у атлетици на отвореном 2011.
Мауританија је учествовала на 13. Светском првенству у атлетици на отвореном 2011. одржаном у Тегу од 27. августа до 4. септембра једанаести пут. Репрезентацију Мауританије представљала су 2 такмичара (1 мушкарац и 1 жена) који су се такмичили у 2 дисциплине (1 мушка и 1 женска).,
На овом првенству такмичарио Мауританије нису освојили ниједну медаљу, али је оборен један лични рекорд и један најбољи резултат сезоне.

## Учесници
| Мушкарци: - Мухамед Хасем Ахмед Талед — 100 м | Жене: - Бунку Камара — 100 м |

## Резултати

### Мушкарци
| Атлетичар                 | Дисциплина | Лични рекорд | Предтакмичење | Предтакмичење | Квалификације        | Квалификације        | Полуфинале           | Полуфинале           | Финале               | Финале       | Детаљи |
| Атлетичар                 | Дисциплина | Лични рекорд | Резултат      | Место         | Резултат             | Место                | Резултат             | Место                | Резултат             | Место        | Детаљи |
| ------------------------- | ---------- | ------------ | ------------- | ------------- | -------------------- | -------------------- | -------------------- | -------------------- | -------------------- | ------------ | ------ |
| Мухамед Хасем Ахмед Талед | 100 м      |              | 11,50 ЛР      | 5. у гр. 2    | Није се квалификовао | Није се квалификовао | Није се квалификовао | Није се квалификовао | Није се квалификовао | 23 / 71 (75) |        |

### Жене
| Атлетичарка  | Дисциплина | Лични рекорд | Предтакмичење | Предтакмичење | Квалификације         | Квалификације         | Полуфинале            | Полуфинале            | Финале                | Финале       | Детаљи |
| Атлетичарка  | Дисциплина | Лични рекорд | Резултат      | Место         | Резултат              | Место                 | Резултат              | Место                 | Резултат              | Место        | Детаљи |
| ------------ | ---------- | ------------ | ------------- | ------------- | --------------------- | --------------------- | --------------------- | --------------------- | --------------------- | ------------ | ------ |
| Бунку Камара | 100 м      | 12,49        | 11,50 ЛРС     | 7. у гр. 4    | Није се квалификовала | Није се квалификовала | Није се квалификовала | Није се квалификовала | Није се квалификовала | 34 / 68 (73) |        |